# Долна Суча
Долна Суча (слч. Dolná Súča) насељено је мјесто са административним статусом сеоске општине (слч. obec) у округу Тренчин, у Тренчинском крају, Словачка Република.

## Становништво
| Година:    | 1994. | 2004.   | 2014.   | 2024. |
| ---------- | ----- | ------- | ------- | ----- |
| Број људи: | 2774  | 2917    | 3050    | 3050  |
| Разлика:   |       | +5,15 % | +4,55 % | +0 %  |

| Година:    | 2023. | 2024.   |
| ---------- | ----- | ------- |
| Број људи: | 3056  | 3050    |
| Разлика:   |       | -0,19 % |

Према подацима о броју становника из 2024. године насеље је имало 3050 становника.